# Südliche Sonnenspitz
Südliche Sonnenspitz är en bergstopp i Österrike.   Den ligger i distriktet Innsbruck-Land och förbundslandet Tyrolen, i den västra delen av landet, 400 km väster om huvudstaden Wien. Toppen på Südliche Sonnenspitz är 2 668 meter över havet, eller 345 meter över den omgivande terrängen. Bredden vid basen är 4,3 km.
Terrängen runt Südliche Sonnenspitz är huvudsakligen bergig. Runt Südliche Sonnenspitz är det ganska tätbefolkat, med 58 invånare per kvadratkilometer.. Närmaste större samhälle är Innsbruck, 15,1 km söder om Südliche Sonnenspitz. 
Trakten runt Südliche Sonnenspitz består i huvudsak av gräsmarker.